# Calommata signata
Calommata signata (KARSCH, 1879) è un ragno appartenente al genere Calommata della famiglia Atypidae.
Il nome deriva dall'aggettivo greco καλός, kalòs, che significa bello, e dal sostantivo greco ὄμμα, ὄμματος, omma, ommatos, cioè occhio, ad indicare la disposizione degli occhi e la loro minore compattezza. Da notare al riguardo che il plurale greco òmmata è stato poi latinizzato ed è quindi da considerarsi di genere femminile, non neutro plurale, sulla falsariga di Micrommata, come indicato in letteratura dall'aracnologo H. Don Cameron.
Il nome proprio deriva dall'aggettivo latino signatum, che significa marcato, impresso, segnato.

## Caratteristiche
In questa specie sono state osservate in dettaglio 4 spermateche, ciascuna con diversi ricettacoli terminali stipati a guisa di cavolfiore, caratteristica poi rinvenuta anche in C. sundaicum e in C. simoni
Altra caratteristica peculiare è la forma e la disposizione degli organi tarsali del tarso della prima zampa.

## Comportamento
Come tutti i ragni del genere Calommata, anche questa specie vive in un tubo setoso parallelo al terreno, per una ventina di centimetri circa seppellito e per altri 8 centimetri fuoriuscente. Il ragno resta in agguato sul fondo del tubo: quando una preda passa sulla parte esterna, le vibrazioni della tela setosa allertano il ragno che scatta e la trafigge, per poi rompere la sua stessa tela, portarsi la preda nella parte interna e cibarsene.

## Distribuzione
L'areale di rinvenimento di questa specie è legato ad alcune zone forestali della Cina, della Corea del Sud e del Giappone.